# Rafinha Bastos
Rafael "Rafinha" Bastos Hocsman (Porto Alegre, 5 de dezembro de 1976) é um humorista, jornalista, empresário, roteirista, ator, youtuber, ex-basquetebolista, jogador profissional de damas e podcaster brasileiro. É um dos precursores do movimento da comédia stand-up no Brasil, assim como Oscar Filho, Diogo Portugal, Danilo Gentili, Marcelo Mansfield, entre outros. Foi eleito pelo The New York Times como personalidade mais influente do Twitter em 2011, com mais de um milhão e seiscentos seguidores. Possui 11,5 milhões de seguidores no Twitter e 2,5  milhões de inscritos em seu canal no YouTube.
Como jogador de basquete, foi campeão Gaúcho com a SOGIPA-RS, em 2000.
Graduou-se em jornalismo na PUC-RS. Seu primeiro trabalho em televisão deu-se na Rede Manchete em 1996, logo após, entrou na TVE RS, uma emissora de TV pública do Rio Grande do Sul. Em 2001, entrou para a RBS TV. Produzia vídeos independentes para sua página de humor na internet, a página do Rafinha, na qual fazia paródias de videoclipes famosos da época. Ganhou sucesso na internet e com a esperança de levar sua página para a TV, foi para São Paulo. Em São Paulo começou a fazer comédia stand-up, chamando atenção da mídia, e com isso acabou sendo contratado pela Band e passou a apresentar o CQC, e depois A Liga, de 2008 a 2011, quando se envolveu em uma polêmica em que preferiu se afastar da emissora.
Em 2012, Rafinha passou pela RedeTV! como apresentador e produtor executivo do Saturday Night Live, e lançou seu programa A Vida de Rafinha Bastos na FOX. Alegando que sua função era apenas incrementar produtos e comediantes à televisão brasileira, Rafinha deixou o SNL no final daquele ano. No ano seguinte, ele estreou em seu canal no YouTube o programa de entrevistas Oito Minutos e retornou ao programa A Liga como participação especial. Em 2014, ele voltou para a Band para encabeçar o talk show Agora É Tarde, anteriormente apresentado por Danilo Gentili. Em 2015 passou a criar conteúdo para o canal Multishow. Já no ano seguinte lançou o programa Tá Rindo do Quê? com Marcelo Marrom, e no mesmo ano Chamado Central, que teve sua segunda temporada exibida no ano de 2017.
Já apresentou e gravou dois shows solo de stand-up. Em 2010 gravou A Arte do Insulto no bar Comedians e em 2014 gravou o Péssima Influência no Teatro Bradesco.

## Primeiros anos
Nasceu em família de origem judaica e portuguesa, filho de Júlio Roberto Hocsman, um médico e de Iolanda Bastos, uma dona de casa, Rafinha formou-se como jornalista pela Pontifícia Universidade Católica do Rio Grande do Sul (PUCRS) em 1999. Sua veia artística, segundo ele, veio depois de acompanhar seu pai as entrevistas de TV, em citação disse: "As primeiras vezes em que eu estive na TV foi acompanhando meu pai. Ficava lá, olhando as câmeras."

## Carreira como jogador de basquete
Em 1999, após a conclusão do seu curso superior, viajou para os Estados Unidos com planos de investir em uma outra carreira: a de jogador de basquete. Com 1,97m de altura, e jogando como pivô, ele praticou este esporte profissionalmente até 2001, quando tinha vinte e cinco anos. Competiu na Liga Universitária Norte-Americana (NCAA) pela Chadron State College.
Em 2000, ele era pivô da Sogipa-RS que foi campeã do Campeonato Gaúcho daquele ano. O Clube venceu a final do campeonato gaúcho daquele ano contra o Corinthians de Santa Cruz e conquistou a vaga para a Liga Nacional de Basquete. Rafinha em entrevista disse: "Nenhuma realização profissional vai trazer aquela euforia de volta, nunca".
Além de ter conquistado o Campeonato Gaúcho pela Sogipa-RS, Rafinha ainda defendeu as cores da equipe no Campeonato Brasileiro de Basquete de 2000 e 2001, chegando a jogar contra Anderson Varejão (à época atleta do Franca) e Nenê Hilário (à época atleta do Vasco).
Naquela época, Rafinha já dava seus primeiros passos na carreira de humorista, trabalhando em emissoras do Rio do Grande do Sul.

### Títulos
Sogipa-RS
- Campeonato Gaúcho — Uma vez (2000)[2]

## Carreira como artista

### 1997-07: Primeiros trabalhos ePágina do Rafinha
Quando estudava na Chadron State College, teve seu primeiro contato com a comédia stand-up. Nesta mesma época, ele resolveu criar uma página na internet para estabelecer comunicação com seus amigos brasileiros e fazer humor. O site cresceu e acabou transformando-se na Página do Rafinha (www.paginadorafinha.com.br), sendo posteriormente incorporado ao conteúdo humorístico do Globo.com. Nos vídeos que produzia para a página, satirizava artistas como Kelly Key (a qual tem uma paixão que ele não esconde), Sandy e Junior, Britney Spears e até grupos clássicos dos anos 1970 e 1980, como Village People e ABBA, dublando e interpretando as músicas. As produções tinham edição, direção e interpretação de Rafinha. Foi o primeiro projeto independente de vídeo da Internet brasileira.
Na sua volta ao Brasil em 2000, ele trabalhou no site ClicRBS, onde ficou até 2001. Em 2001, ele mudou-se para a RBS TV e passou a integrar o elenco de outro time do Rio Grande do Sul, A ULBRA. Em fevereiro de 2003, após um acidente de carro, Rafinha se mudou para a cidade de São Paulo, com o dinheiro do seguro de seu carro — cerca de oito mil reais. Seu objetivo: Levar o humor de seu site para a TV. Em SP, trabalhou como produtor do programa Canal Aberto, apresentado por João Kléber, foi locutor de telessexo e chegou a apresentar programas online. Em 2004, ele foi contratado para VJ e DJ numa festa de São Paulo chamada Trash 80. Ao mesmo tempo, ele mergulha no mercado publicitário. Em um teste conhece Marcela Leal. Os dois se unem a Marcelo Mansfield e estreiam o show de comédia stand-up "Mondo Canne". Em 2005, os dois se unem a Márcio Ribeiro, Henrique Pantarotto e Oscar Filho, e inauguram o Clube da Comédia Stand Up. Em 2006, começou a fazer parte da série da GNT, Mothern. Em 2007, Rafinha passa a apresentar com radialista Dani Taranha o programa de rádio Privê 89 da rádio 89 FM de São Paulo.

### 2008–12:CQC e A Liga

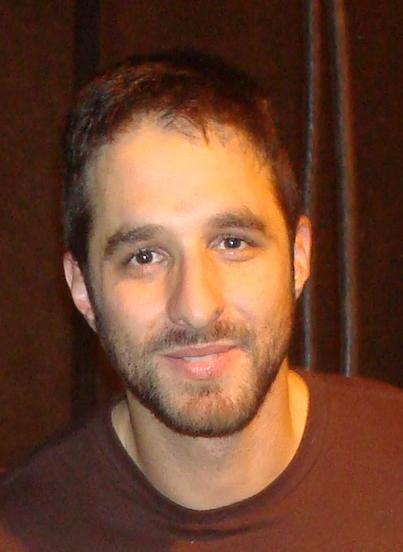
Rafinha Bastos na cidade de Santos em agosto de 2010.

Ao assistirem o seu show de stand-up A Arte do Insulto, produtores da Rede Bandeirantes chamaram Rafinha para participar do Custe o Que Custar (CQC). Em 2008, ele estréia na bancada ao lado de Marcelo Tas e Marco Luque. Também fazia as reportagens do quadro "Proteste Já". Em 2010, Rafinha passou a integrar o programa A Liga, exibido pela mesma emissora. Ele saiu dos dois programas em 2011 devido a uma piada feita sobre Wanessa Camargo e seu filho. A emissora o suspendeu por duas semanas e Rafinha pediu demissão. Em explicação no Facebook ele disse: "Um dia após a confirmação da minha suspensão (amplamente divulgada pela imprensa), eu pedi demissão e nunca cogitei em voltar atrás". (sic). Rafinha anos depois desmentiu essa demissão, dizendo que seguiu contratado pela empresa. CQC ja foi diversas vezes indicado como melhor programa.[carece de fontes?] Em 2011, foi eleito pelo jornal The New York Times como a personalidade mais influente do Twitter. Segundo a revista norte-americana Variety, o comediante faria carreira nos EUA. No mesmo ano ele lança seu DVD A Arte do Insulto que conquistou o DVD de ouro (60.000 cópias em apenas 60 dias). A estréia do DVD se deu com uma transmissão do show pelo Youtube. O evento marca a primeira transmissão em realtime do site no Brasil. Entre 2011 e 2017, cinco piadas de Rafinha Bastos repercutiram negativamente na imprensa (ver Críticas e controvérsias envolvendo Rafinha Bastos).
Segundo o colunista Ricardo Feltrin do site F5, do jornal Folha de S.Paulo, o humorista estaria em fase final as negociações com o Grupo Fox para produzir um reality show para o canal Fox que teria estreia em fevereiro de 2012. Em 14 de fevereiro de 2012 o canal FX anunciou a contratação do humorista para a série de TV, A Vida de Rafinha Bastos. Apenas o piloto foi realizado pela produtora Mixer, o restante foi realizado pela Zeppelin Filmes. O nome anunciado anteriormente dado a atração era O Estranho Mundo de Rafinha Bastos. Também havia sido anunciado que ele estaria fazendo acordo com a RedeTV! para ocupar o horário que era do programa Pânico na TV, que em 2012 rescindiu o contrato com a RedeTV! por atrasar seguidas vezes o pagamento dos salários do elenco. Em 29 de fevereiro de 2012, Rafinha pelo Twitter anunciou sua contratação pela RedeTV!. Um dia após, a RedeTV! confirmou sua contratação, e que além de apresentador o Saturday Night Live (SNL) ele também iria fazer parte da produção executiva. O programa estreou no domingo em 27 de maio de 2012, e sua audiência foi considerada baixa, estando na quinta colocação na medição do IBOPE, com 0,9 ponto na Grande São Paulo. Pelos críticos, ele foi razoavelmente criticado, com Breno Cunha do NaTelinha dizendo que não tinha como avaliar o programa, com o primeiro bloco sendo sensacional e o segundo uma tragédia.
Maurício Stycer do UOL, disse que o programa tinha uma cara própria, porém "resta(ria) saber o que o público vai achar". Após cinco meses no programa SNL, Rafinha Bastos anunciou no dia 23 de outubro de 2012 que deixaria a Rede TV. Segundo ele, só estava na produção do programa a fim de implementar a versão brasileira para TV e encontrar novos comediantes.

### 2013–17: Retorno à Band,Agora É Tarde e estreia no Multishow

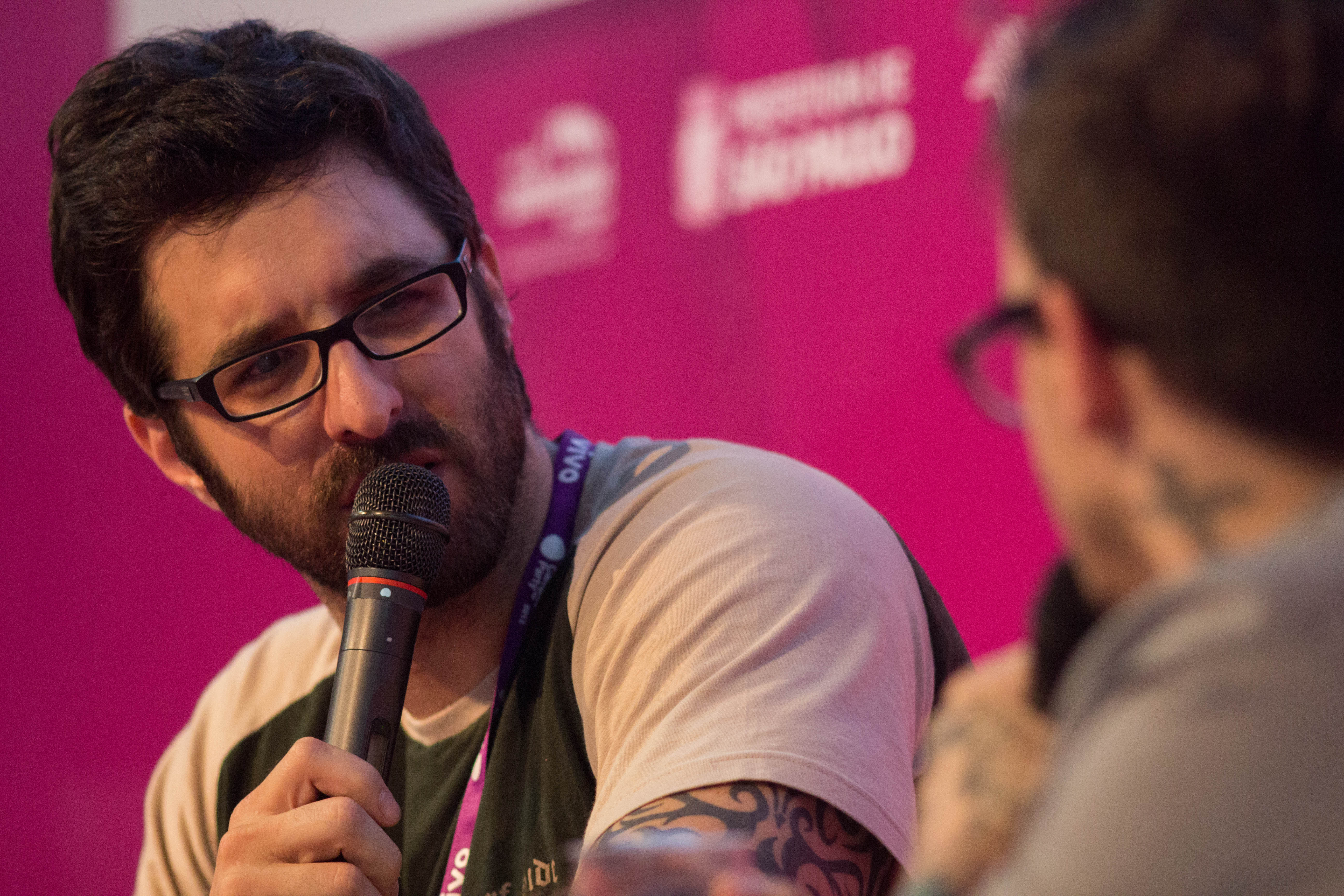
Rafinha Bastos na Campus Party Brasil de 2013.

Em fevereiro de 2013, estreou o canal Oito Minutos no YouTube onde faz entrevistas. Sua primeira entrevista foi com o apresentador Carlos Alberto de Nóbrega. Em 2013, ele foi convidado do quadro "Dois Dedos de Prosa" do Programa do Ratinho conquistando o segundo lugar na audiência e levantando boatos que ele poderia ser contratado pelo SBT. Dias após, foi confirmado que ele estava fazendo matérias para a Eyeworks. Ainda de acordo, ele estaria fazendo apenas participações no programa e que não haveria uma possibilidade do retorno dele ao CQC. Em 2014, após a saída de Danilo Gentili da Band, alguns sites noticiaram a contratação de Rafinha pela Band para apresentar o Agora É Tarde, fato negado pelo mesmo, afirmando em seu Twitter que nem mesmo sua presença no programa A Liga estava garantida. Em 14 de janeiro, Diego Guebel anunciou a contratação do humorista para apresentar o programa. Após, ele confirmou sua contratação em um post na rede social. Em fevereiro de 2014, saiu o trailer do filme Copa de Elite, que tem a participação de Rafinha no papel de René Rodrigues. O filme estreou em abril de 2014.
Em 23 de março de 2015 foi anunciado o fim do programa e o último episódio foi exibido no dia 27 de março de 2015. A emissora ocupou o horário com seriados americanos. No dia 4 de julho, foi anunciado que Bastos e Band acabaram rescindindo o contrato, alegando que não haveria novos projetos a curto ou médio prazo para o humorista. Em 23 de outubro de 2015 foi anunciado como novo contratado do Multishow para o programa Tá Rindo do Quê?, com produção da Floresta. Nele Bastos e Marcelo Marrom e um comediante convidado viajam cidades do Brasil para montar um show stand-up com os costumes da região. Foram gravados 20 episódios em sua primeira temporada que estreou em 16 de maio de 2016. Em abril foi transmitida a única edição do Rafinha Bastos Show, um talkshow ao vivo do comediante, logo após foi divulgado no seu Twitter que ele e o ator Evandro Rodrigues, iniciam as gravações da série Chamado Central, que primeiramente foi colocada em seu canal do YouTube. Em janeiro de 2017, gravou a segunda temporada da série. Em 23 de fevereiro de 2017, estreou nos cinemas Internet: O Filme, no qual Rafinha atuou e foi roteirista.

### 2017-presente: Ilha de Barbados, carreira internacional e podcast
No dia 26 de julho de 2017, estreava no YouTube o canal Ilha de Barbados, em que Rafinha, juntamente de Cauê Moura e PC Siqueira, se reuniam para dar conselhos e comentar a respeito dos mais diversos temas da vida. No mesmo ano, Rafinha se mudou para Los Angeles em uma tentativa de fazer seu nome no stand-up estadunidense. Em 2019, se mudou de Los Angeles para Nova York.[carece de fontes?] Em junho de 2020, Rafinha Bastos e Cauê Moura encerraram as atividades do Ilha de Barbados devido às acusações de pedofilia recebidas por PC Siqueira.
No dia 30 de novembro de 2020, Rafinha estreou o seu podcast Mais que 8 Minutos, em que resgata o formato do seu antigo programa de entrevistas, mas dessa vez em um estúdio fechado e com a presença de microfones. O programa já conta com mais de duzentas edições, com duas entrevistas sendo lançadas semanalmente. O primeiro convidado do programa foi justamente o seu parceiro de canal, Cauê Moura. Após uma pausa de mais de um ano, entre março de 2023 e maio de 2024, Rafinha voltou a apresentar seu podcast, reestreando a série de episódios no dia 21 de maio, com o ator norte-americano Terry Crews.
No dia 3 de março de 2021, Rafinha e Cauê voltaram a lançar vídeos no canal Ilha de Barbados, mas dessa vez com um convidado especial a cada vídeo. O último vídeo do canal foi lançado no dia 24 de novembro de 2022.

## Carreira Profissional como jogador de damas
Entre os anos 1996 e 2003 participou do circuito mundial de damas  organizado pela Fédération Mondiale du Jeu de Dames FMJD. Representou o Brasil com maestria atingindo um segundo lugar em seu melhor ano de participação (1998). Após sua carreira como comediante decolar, abandonou o circuito e apenas participa como convidado em torneios de todo o mundo, como embaixador do jogo de damas do Brasil.

## Teatro
Apenas Uma Boa Pessoa é um espetáculo de stand-up comedy apresentado pelo humorista Rafinha Bastos em 24 de Março de 2011. É o segundo show solo de Bastos e fez parte exclusivamente da segunda edição do festival Risadaria, evento dedicado a apresentações de stand-up comedy e palestras com humoristas. Apenas Uma Boa Pessoa apresentou algumas piadas repaginadas de seu stand-up anterior, A Arte do Insulto, e foi considerado uma espécie de prévia para seu próximo espetáculo, Péssima Influência, que seria lançado alguns meses depois e terminaria somente em 2014.

## Solos stand-up
De 2006 até 2010 apresentou, no bar Comedians, seu primeiro show solo de aproximadamente 1 hora, A Arte do Insulto. Em 2010, com a ilustre presença de Vera Holtz na plateia, Rafinha gravou seu show solo em DVD. Porém, logo que lançado, a APAE processou Bastos por causa de uma piada feita no show, e depois de longas disputas judicias, foi proibida a comercialização de seu DVD no começo de 2012. Já um ano e meio depois, no dia 9 de junho, Rafinha publicou no seu canal no YouTube o show solo incompleto, que em respeito a decisão judicial retirou duas piadas.
Já a partir de 2011 começou a preparar e apresentar seu segundo show solo de stand-up, o Péssima Influência. No dia 16 de novembro de 2014, no teatro Bradesco (zona oeste de São Paulo), gravou o show em DVD.

## Outros empreendimentos
Em 2010, ao lado de seu colega de comédia Danilo Gentili e o produtor Italo Gusso, abriu na Rua Augusta, em São Paulo, o primeiro clube de comédia do Brasil, chamado de Comedians. O local foi o primeiro e maior bar de comédia do Brasil, além de ter como molde as tradicionais casas americanas do gênero stand-up. A casa fechou em 2020.

## Vida pessoal
Apesar de uma certa proximidade com a comunidade judaica, Rafinha Bastos não é judeu. mas sim filho de pai judeu e mãe cristã que, apesar disso, vai algumas vezes à sinagoga.
É torcedor do Sport Club Internacional, tendo sido escolhido como mais um cônsul cultural do clube durante partida final do Campeonato Brasileiro de 2009.
Foi casado com a enfermeira Júnia Carvalho de 2004 a 2017. Os dois tiveram um filho, chamado Tom. O ator é primo da também atriz Mel Lisboa.
No dia 19 de abril de 2022, se casou no civil com a produtora Vivi Tomasi Paiva.

## Filmografia

### Televisão
| Ano        | Título                            | Personagem        | Notas              |
| ---------- | --------------------------------- | ----------------- | ------------------ |
| 2005       | Os Ricos Também Choram            | Médico            | 2 episódios        |
| 2006–08    | Mothern                           | Marcelo           |                    |
| 2009       | Descolados                        | Valter            | 2 episódios        |
| 2009       | As Olívias                        | Léo               | 2 episódios        |
| 2008–11    | CQC                               | Apresentador      |                    |
| 2011       | Olívias na TV                     | Pedro Henrique    | 1 episódio         |
| 2012       | Saturday Night Live Brasil        | Apresentador      |                    |
| 2012-13    | A Vida de Rafinha Bastos          | Apresentador      |                    |
| 2010-11-13 | A Liga                            | Apresentador      |                    |
| 2014-15    | Agora É Tarde                     | Apresentador      |                    |
| 2016–17    | Chamado Central                   | Sérgio Marcos     |                    |
| 2016       | Tá Rindo do Quê?                  | Apresentador      |                    |
| 2017-2018  | Ultimate Beastmaster Brasil       | Apresentador      | Netflix            |
| 2017-2018  | Eu, Ela e um Milhão de Seguidores | Michel Goldenberg | também Idealizador |

### Cinema
| Ano  | Título                 | Personagem     | Notas                 |
| ---- | ---------------------- | -------------- | --------------------- |
| 2007 | Amigas                 | Odair          | Curta-metragem        |
| 2012 | O Riso dos Outros      | Ele mesmo      | Documentário          |
| 2013 | Mato Sem Cachorro      | Dr. Roberto    |                       |
| 2014 | Copa de Elite          | René Rodrigues |                       |
| 2015 | Superpai               | Gilson         | Co-roteirista         |
| 2015 | O Tempo                |                | Curta-metragem        |
| 2016 | Mais Forte que o Mundo | Marcos Loro    |                       |
| 2017 | Internet - O Filme     | Cesinha Passos | Produtor e roteirista |

### Internet
| Ano                  | Título                       | Personagem   | Plataforma                        | Notas           |
| -------------------- | ---------------------------- | ------------ | --------------------------------- | --------------- |
| 2006–presente        | Rafinha Bastos               | Apresentador | Youtube                           |                 |
| 2013; 2015–2016      | Oito Minutos                 | Apresentador | Youtube                           | 114 entrevistas |
| 2014                 | O Segredo do Molho           | Político     | Média-metragem lançado no Youtube |                 |
| 2017–2020; 2021–2022 | Ilha de Barbados             | Apresentador | Youtube                           |                 |
| 2019–2020            | Mais que 8 Minutos           | Apresentador | Youtube                           | 37 entrevistas  |
| 2020–2023; 2024–     | Mais que 8 Minutos - Podcast | Apresentador | Youtube                           | 247 entrevistas |

### Videoclipe
| Ano  | Título          | Artista     | Notas                  |
| ---- | --------------- | ----------- | ---------------------- |
| 2014 | "Dois Perdidos" | Luiza Possi | Também dirigiu o clipe |

## Teatro
| Ano     | Título                | Personagem | Notas                                                    |
| ------- | --------------------- | ---------- | -------------------------------------------------------- |
| 2004    | Mondo Cane            | —          | Stand-up                                                 |
| 2006–10 | A Arte do Insulto     | —          | Stand-up lançado em DVD                                  |
| 2008    | Improvável            | Vários     |                                                          |
| 2011    | Apenas Uma Boa Pessoa | —          | Apresentado somente uma vez durante o festival Risadaria |
| 2011–14 | Péssima Influência    | —          | Lançado no Youtube no dia 05/05/2015                     |
| 2018    | Últimas Palavras      | —          | Stand-up                                                 |

## Discografia
- R: (2011)

## Prêmios e indicações
| Ano  | Premiação               | Nomeação            | Trabalho                   | Resultado | Ref    |
| ---- | ----------------------- | ------------------- | -------------------------- | --------- | ------ |
| 2007 | Prêmio Jovem Brasileiro | Melhor Ator – Série | Mothern                    | Venceu    | [ 64 ] |
| 2010 | Meus Prêmios Nick       | Twitter do Ano      | @rafinhabastos             | Indicado  | [ 65 ] |
| 2012 | Meus Prêmios Nick       | Humorista           | Saturday Night Live Brasil | Indicado  | [ 66 ] |
| 2013 | Shorty Awards           | Comediante          | Youtube                    | Venceu    | [ 67 ] |